# فنکلوفناک
فنکلوفناک (به انگلیسی: Fenclofenac) با فرمول شیمیایی C14 H10 Cl2 O3 یک ترکیب شیمیایی با شناسه پاب‌کم ۶۵۳۹۴ است. که جرم مولی آن ۲۹۷٫۱ g/mol می‌باشد. 